# ドレンシュタインフルト
ドレンシュタインフルト (ドイツ語: Drensteinfurt [drɛnˈʃta‿infʊrt], 低地ドイツ語: Stewwert) は、ドイツ連邦共和国ノルトライン＝ヴェストファーレン州ミュンスターラントに属すヴァーレンドルフ郡の市である。本市はミュンスターの南に位置している。本市には、ドレンシュタインフルト地区、リンケローデ地区、ヴァルシュテッデ地区が含まれる。

## 地理
ドレンシュタインフルトは、ヴェルゼ川沿いに位置している。
ドレンシュタインフルトは、主に牛の飼育に利用されている原野や草地に囲まれている。薮や小さな森が野原に点在しており、多くの野生動物の残存生息地となっている。よく整備された自転車道網や多くの農道や生活道路が典型的な「ミュンスターラントの公園風の景観」を創りだしている。
ダーヴェルトおよびホーエ・ヴァート森林地域の一部がリンケローデ地区を囲んでいる。ダーヴェルトは比較的新しい森である。19世紀初頭の領邦分割後、湿地の大部分が干拓され、植林された。現在ではオークやブナの林と農業用地が入り交じり、比較的疎らに住宅地が点在している。ホーエ・ヴァートは砂地の土地で、一部にオウシュウアカマツが植林されている。しかし、やや重い土壌の湿った周辺部には広葉樹も生育している。ホーエ・ヴァートは保養地であるとともに、ミュンスター市の飲料水採取地としても利用されている。

### 隣接する市町村
本市は北東から時計回りに以下の市町村と境を接している: ゼンデンホルスト、アーレン（ともにヴァーレンドルフ郡）、ハム（郡独立市）、アッシェベルク（コースフェルト郡）、ミュンスター（郡独立市）。

### 市の構成
本市は以下の地区で構成されている。
- ドレンシュタインフルト
- ヴァルシュテッデ
- リンケローデ

公式な市区は上記の3市区であるが、日常的に以下の地区も区別される。
- メルシュはドレンシュタインフルトの南約 3 km の鉄道ミュンスター - ハム線沿いに位置している。この地区で特筆すべきは、水城のハウス・ヴェンネである。
- アーメーケはドレンシュタインフルトの南、メルシュとヴァルシュテッデとの間に位置し、見所として小さな聖ゲオルク礼拝堂を有している。

## 歴史

### 地名
ドレンシュタインフルト (Drensteinfurt) は2つの言葉を起源とする。一つはこの地域のガウである Dreingau、もう一つは中世にヴェルゼ川を渡る唯一の渡し場で、石の多い浅瀬 (steinerne Furt) が存在したことである。

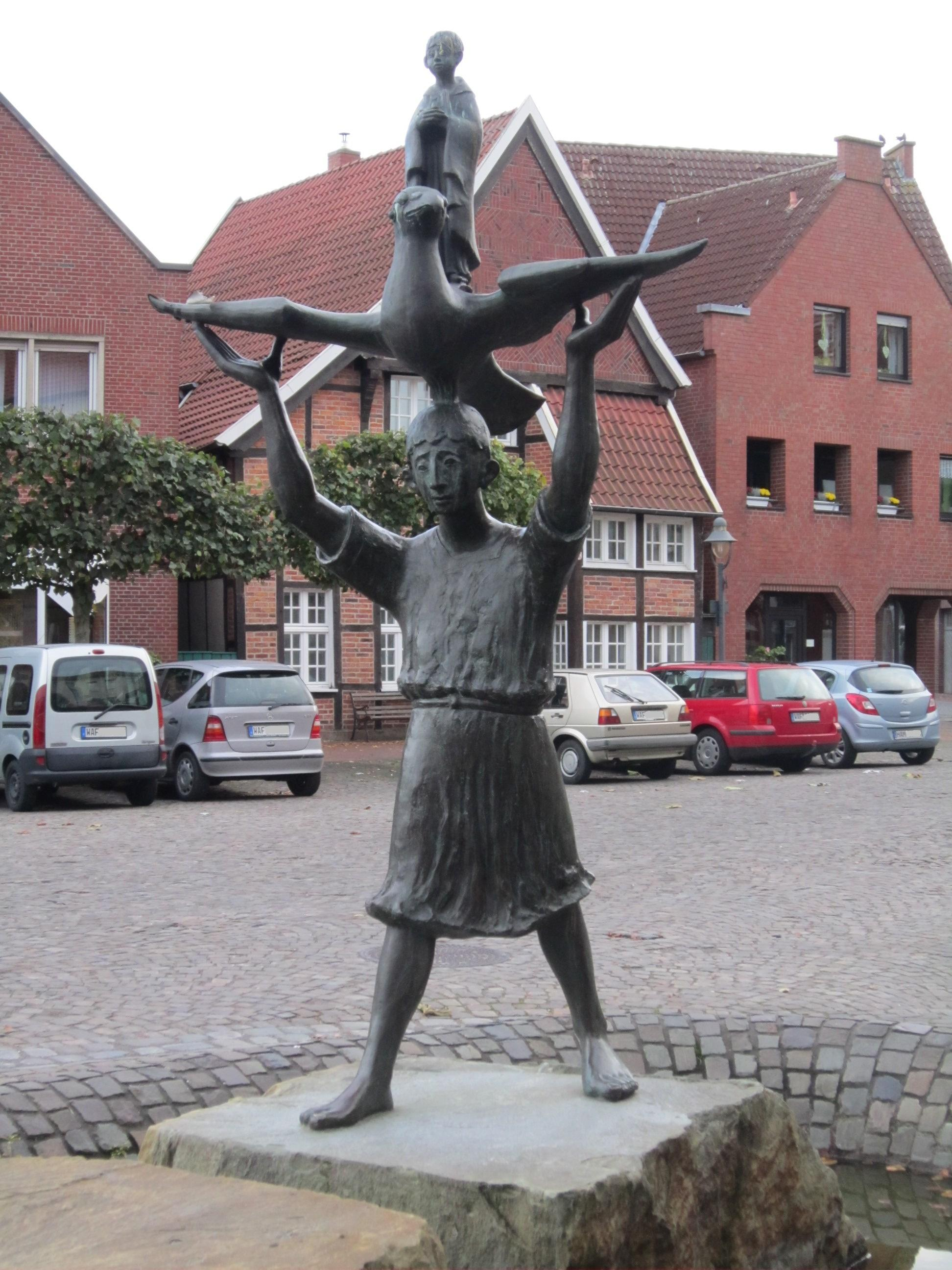
ヴェルゼ川を渡るヴァルブラートと聖アレクサンダーの記念碑

### 9世紀 / 最初の文献記録
ドレンシュタインフルトは、851年にアレクサンダーの遷御と関連して初めて文献に記録されている。これはヴィドゥキントの孫ヴァルブラートが、殉教者アレクサンダーの遺骨をローマからヴィルデスハウゼンに移したことである。この途上、従者が  Stenvorde in regione Dreni（Dreni付近の石の渡し場）に留まった。当時ドレンシュタインフルトは、ヴェルゼ川の石の多い浅瀬を利用した徒渉地沿いの農地に過ぎなかった。この交通地理上の利点から、この集落は急速に周辺農場の中心地として重要な場所に発展していった。集落はおそらく7世紀にはすでに成立していたと考えられる。

### 12世紀から14世紀
この集落は時代とともにますます成長を続け、やがて教会区が設けられた。最初の教会（当時は領主の館の私的な教会であったが）は、1170年頃に建設された。これにより緩やかな様子の集落から小さな村落となっていった。1300年頃から石造りの堅牢な建物が建設され始め、都市化の最初の兆しが現れた。教会以外の最初のこうした建物が土地領主の館シュタインフルト館であった。

### 15世紀 / 都市防衛施設
15世紀になると廃村を取り込みながらドレンシュタインフルトはますます成長していった。周辺の農民や集落の住民たちが村の近くに定住した。これは一面では人口密度を高めたが、敵対者にとっては多くの農場が集まっていることを意味しており、危険にさらされた状態に置かれていた。こうしたことから、4つの門を持つ市の防衛施設が建設された。そのおおよその場所は、現在石壁で再び識別できるようになされている。市門は1437年と1468年に建設された。16世紀の終わり頃、防衛施設はさらに強化された。16世紀から17世紀の戦乱状態にもかかわらず、本市は大きな災難を免れた。

### 16世紀から18世紀
この時代には、都市建築の大きな拡大が見られた。シュタインフルト家の領主館に刺激され多くの邸宅が建設された。本市の建造文化財や見所の多くがこの時代に建設された。

### 19世紀 / 工業化 / ストロンチアン石採掘
この町の経済に対する重要なインパクトとなったのが1846年に始まったミュンスターからハムに至る鉄道の建設である。34.7 km の区間は2年足らずで完成した。唯一の中間駅としてドレンシュタインフルトに駅が設けられた。これは当初は家畜の輸送に利用されたが、ストロンチアン石採掘の時代にはこの鉱石の搬送の中心的機能を担った。このため、ストロンチアン石は馬車でアッシェベルクやヘルベルンからドレンシュタインフルト駅に運ばれ、搬送されていった。
19世紀後半から20世紀の初めまでドレンシュタインフルトはストロンチアン石の採掘で経済的豊かさを享受した。1877年/1878年、リート農場に最初の立坑ベルタ坑とマリア坑が設けられた。周辺の農場にはその後、立坑が建設されていった。しかし、この経済的成功は長続きしなかった。1930年に最後の操業が終了した。ヴィラ・シュミットなどの建物が、この採掘がもたらした富を今日に示している。現在、フィーフェルト工業地区のシュトロツィアニート通りやアデナウアー住宅地のシュトロツィアニート学習路が、この時代のドレンシュタインフルトの都市の発展を物語っている（シュトロツィアニート (Strontianit) = ストロンチアン石）。

### 1939年から1945年
第二次世界大戦中またはその直後に、200人以上の男性と2人の女性が牢獄内で死亡または行方不明になっている。さらに戦闘機による攻撃の犠牲者や国家社会主義者によるユダヤ人犠牲者もいた。
1940年から1945年までの間に、ドレンシュタインフルトでは何度も戦闘機による攻撃や空爆が繰り返された。死者 64人と負傷者 200人（このうち60人が重傷であった）がでた最も激しい空爆は1944年3月23日の11時頃に行われた。この空爆では496発の炸裂弾が市内やこれに隣接するフェラーガルテンに投下された。内市街の多くの建物が完全に破壊され、あるいは大きな損傷を受けた。ドレンシュタインフルトは、中世からそれまで存続していた建物をこの空爆を機に完全に改修し、新築した。ドレンシュタインフルトに対する最後の爆撃は1945年3月26日から27日の夜であった。この爆撃がヴェストヴァルのディークマン館に命中し、9人の住人が死亡した。1945年3月31日にアメリカ軍部隊が入城し、ドレンシュタインフルトにおける第二次世界大戦は終結した。デトモルトの軍事学校の生徒80人がこの街を護ろうとしたが、失敗した。
1933年から1945年まで、ドレンシュタインフルトのユダヤ系住民は徐々に排除され、迫害されていった。1938年、この街には 27人または 28人のユダヤ人が住んでいた。排斥運動（1938年11月9日から10日の「水晶の夜」）で、数人のユダヤ人がひどい暴力を受け、ユダヤ人墓地が冒涜され、シナゴーグが荒らされた。ジーモン家、ジークフリート家、フーベルト・テルホッホと弟のアレックスは1938年末にハンガリーに亡命した。ドレンシュタインフルトには10人のユダヤ人が残っていた。彼らは1941年12月にミュンスターへ向かう最後の移送車によってミュンスターに移送され、そこでリガ行きの列車で強制収容所に運ばれた。ヘルタ・ザロモン以外の全員がそこで殺害された。ヘルタ・ザロモンは1949年にイスラエルに移住した。

### 1960年代から1970年代に計画されたビッグ・プロジェクト

#### プロトン加速器
1967年、ドレンシュタインフルト市は、ドイツ連邦共和国が加盟する欧州原子核研究機構 (CERN) の素粒子加速器のドイツ唯一の建設候補地となった。CERNは1963年に加盟国のうちのいずれかにこの研究施設を建設することを決定した。各加盟国は候補地を推薦した。ほかのドイツの候補地であったミュンヘン近郊のエーバースベルクの森、ザールラントのザールルイは連邦教育・研究省の専門委員会で除外され、ドレンシュタインフルトが選考レースの唯一の候補地として残された。1966年にはメルシュ地区で地質学的性質を調査するための試験的ボーリングが実施された。その結果、ドレンシュタインフルトはこの施設に理想的な地質であることが判った。CERNが設定したその他の条件も満たしていた。
- テクトニクスの活動が休止している場所であること
- 大きな都市の近郊であること（ミュンスター、ハム、ルール地方）
- 大学の近くであること（ミュンスター、ルール地方）
- アウトバーンおよび鉄道の近くであること（A1号線、A43号線、鉄道ミュンスター - ハム線）
- 大容量の電力および水の供給が受けられるインフラが整備されていること

建設費用は15億から20億ドイツマルクと見積もられた。1969年には建設工事が始められる予定であったが、イギリスが資金提供から手を引いたため、決定が遅れた。フランスも割り当てられた資金調達を応諾しなかった。1969年の夏になって決定が下され、素粒子加速器は建設されないことになった。1989年にCERNの素粒子加速器 LEP が、CERN本部があるジュネーヴに建設された。
もしこの施設がドレンシュタインフルトに建設されていたら、町の発展に多大な影響を与えたであろう。この施設のために15,000人収容の研究者や職員用の家屋が必要となる。人口は短期間に何倍にもなる。さらにはミュンスターラントやノルトライン＝ヴェストファーレン州北部全体にもその影響は及んだであろう。

#### 大空港
1970年にミュンスターラント南部は、デュッセルドルフ空港、ケルン/ボン空港に次ぐノルトライン＝ヴェストファーレン州第3の空港建設地に選ばれた。それは、既存の空港がキャパシティの限界に達したことと、ミュンスターラント、ニーダーザクセン南部およびヴェストファーレン＝リッペが航空交通網に十分に結ばれていなかったためであった。ドレンシュタインフルト、ゼンデンホルスト、アルバースローの間に広さ 2000 ha の空港が建設される予定となった。建設費用は2億5000万ドイツマルクと見積もられたが、最終段階では11億ドイツマルクとなった。1990年には追加の滑走路を建設する第2期工事が行われる予定であった。しかし、1973年、このプロジェクトもノルトライン＝ヴェストファーレン州の財政上の理由で撤廃された。ただし、プロジェクト中止の最大の理由は、イギリス陸軍ライン軍団の拒絶であった。冷戦時代、ミュンスターラントには数多くの低空飛行緩衝地帯が設けられていたのである。

#### 自動車レースコース
プロトン加速器、大空港に次いで第3のプロジェクトが発足した。自動車レースコースのミュンスターラントリングは、立地条件（優れた交通技術開発）を背景にドレンシュタインフルト市内に造られることになった。特にこのためにミュンステラナー自動車クラブによって設立されたミュンスターラントリング GmbH に、プロジェクトの計画立案が委嘱された。自動車・オートバイのレーシングコースのほかに競馬用のコースも設けられた。しかしこの野心的なプロジェクトも資金不足のために実現前に頓挫した。

#### （原子力）発電所
1970年代半ばから、ドレンシュタインフルト市内に一般発電所または原子力発電所のための建設予定地が計画された。議会は1977年に「住民を危険にさらす余地がないのであれば」、この計画に賛成すると発表した。この計画の具体的な推移は明らかにされていない。2011年にドイツの脱原子力が決議されて以降、この計画遂行は無効化された。

### 市町村合併
1969年7月1日、キルヒシュピール・ドレンシュタインフルトとヴァルシュテッデが本市に編入された。1975年1月1日にリンケローデがこれに続いた。計画されていた空港が建設された場合には、ドレンシュタインフルト、アルバースロー、リンケローデ、ゼンデンホルストが合併して大きな都市ドレンシュタインフルトが形成されることになっていた。

## 行政

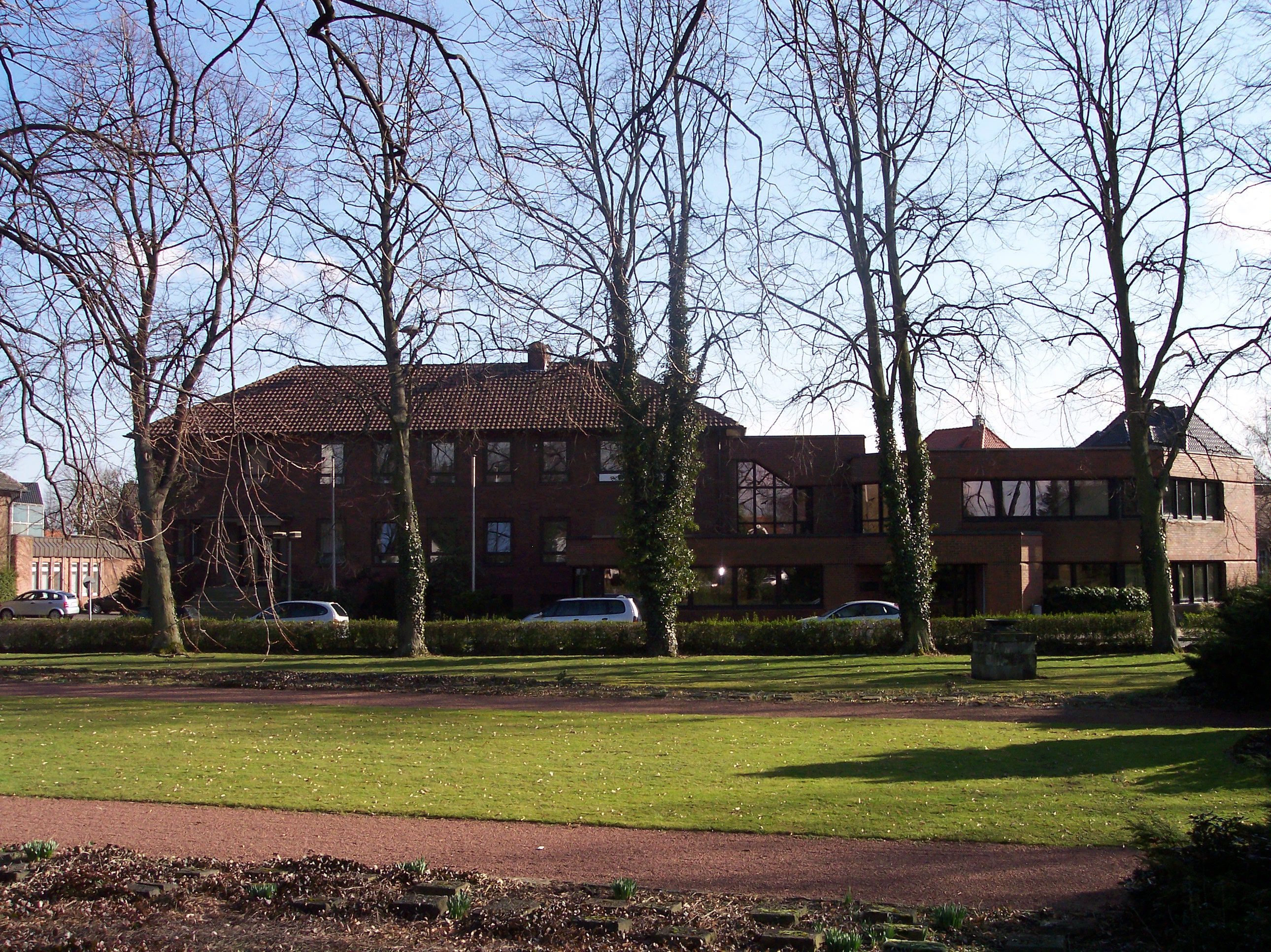
ドレンシュタインフルト市庁舎

### 首長
無所属で SPD と緑の党の推薦を受けたカルステン・グラヴンダーは、2014年5月の市長選挙で当時現職のパウル・ベルラーゲ (CDU) に勝利した。

### 議会
ドレンシュタインフルトの市議会は、32議席で構成されている。

### 財政
本市は住民一人あたり 341ユーロの負債を負っている（cf. ノルトライ=ヴェストファーレン州の平均は 3,183ユーロ/人、ヴァーレンドルフ郡は 1,502ユーロ/人）。

### 紋章
図柄: 青地。紋章基部に波打つ3列の銀（白）の石畳。その上を左向き（向かって右向き）に歩く銀（白）のシカ。その口には3枚の葉がついた銀の枝をくわえている。

## 経済と社会資本

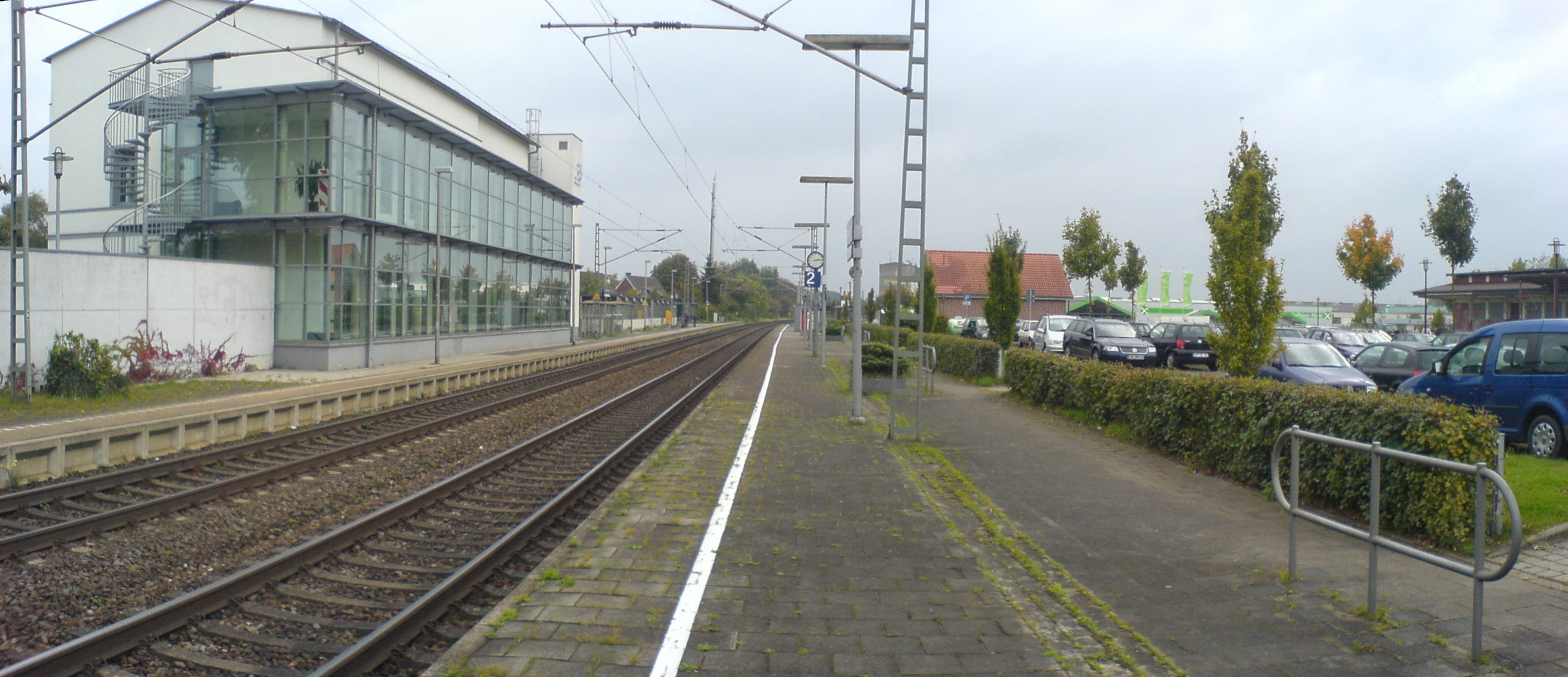
ドレンシュタインフルト駅

### 交通
南北方向には、ドレンシュタインフルト駅、リンケローデ駅、メルシュ駅を有する鉄道ミュンスター - ハム線と、これとほぼ並行に走る連邦道 B54号線が市域を貫く近郊交通路となっている。市内のバス停もあわせてドレンシュタインフルトはミュンスターラント交通共同体に加盟している。ドレンシュタインフルト駅にはレギオナルエクスプレス RE7 やレギオナルバーン RB69/89の列車が発着する。
東西方向には、連邦道 B58号線が市内を貫いている。1988年にバイパス道路が完成したため、この道路は市の中心部を通らず、市外の東に接する地点で迂回する。これにより内市街はかなり静かになった。
ドレンシュタインフルトから連邦道 B63号線が始まる。この道路はハムおよびヴェルルを経由してヴィッケデ (ルール) に至る。
B58号線を使って 10分足らずでアウトバーン A1号線（ドルトムント - ブレーメン）のアッシェベルク・インターチェンジ (79) に到着する。A43号線（ミュンスター - ヴッパータール）へは、ミュンスター南ジャンクションが利用できる。A2号線（オーバーハウゼン - ベルリン）は、カーメン・ジャンクションまたはベックム・インターチェンジを利用する。

### 観光業

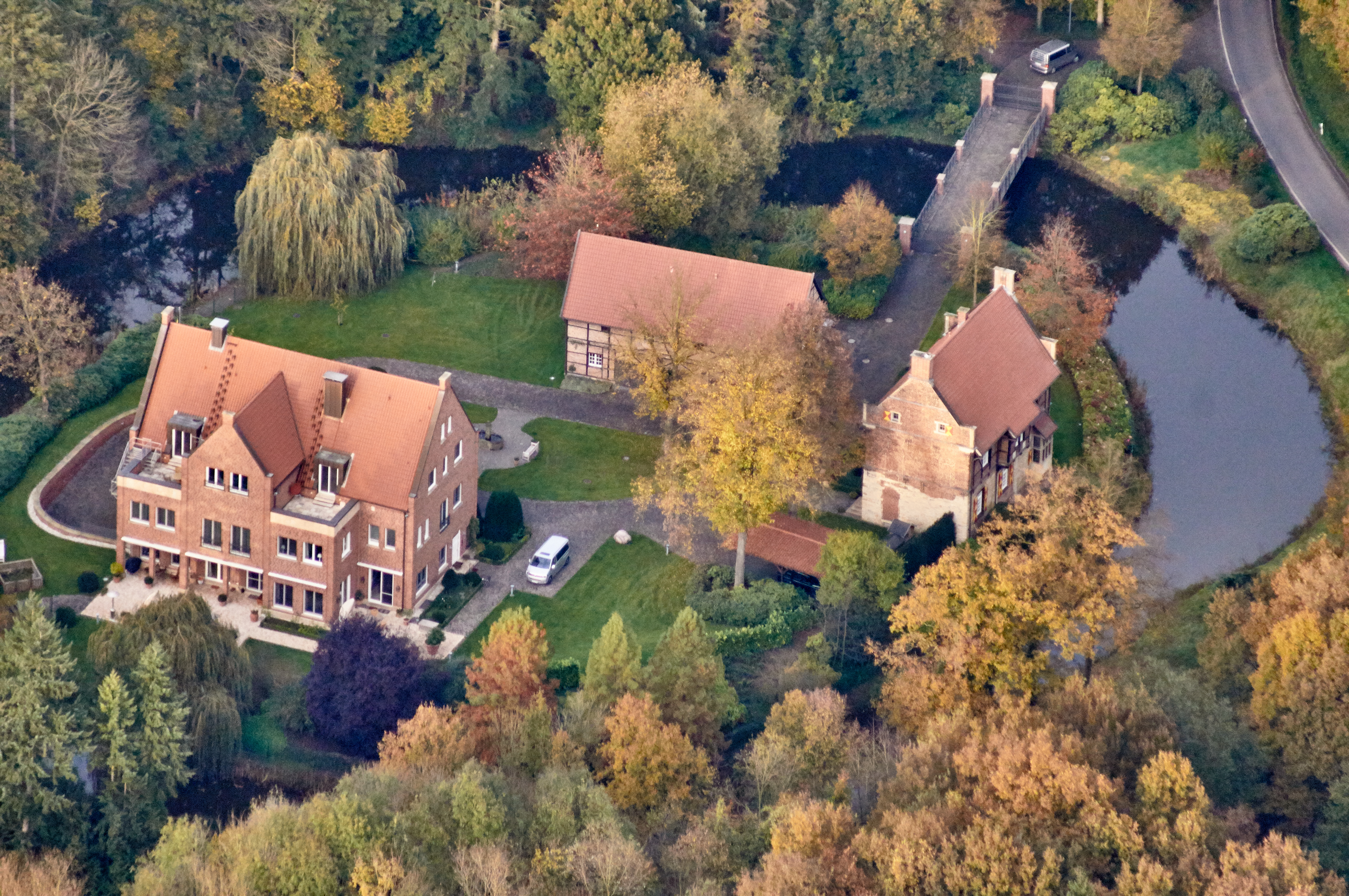
ビスピング館

ヴェルゼ自転車道と100城ルートの2つのミュンスターラント自転車ルートがドレンシュタインフルトを通っている。ドレンシュタインフルト市内には 4つの水城がある: ビスピング館、ボルク館、シュタインフルト館、フェンネ館である。
- ボルク館
- シュタインフルト館
- フェンネ館

### 地元企業
最大の工業系雇用主がウムフォルムテクニーク・メルテン＆シュトルク GmbH である。この会社は1904年にメルテン＆シュトルク琺瑯工場として設立された。
このほかの大きな雇用主が、1978年創業のドレンシュタインフルト輸送・運送 GmbH & Co. KGである。この会社は長距離輸送に特化した車輌でタンク輸送を行っている。
ランシエー・ケーブル GmbH は2008年1月末からドレンシュタインフルトにある（それ以前はミュンスター＝ヴォルベックにあった）。この会社は電力線製造機械を生産している。
市の南部、広さ 24.6 ha のフィーフェルト産業地域では 39社、合わせて約 550人が働いている。

### 教育
- 基礎課程学校
  - カルディナール＝フォン＝ガーレン＝シューレ
  - ランベルトゥス基礎課程学校（ドレンシュタインフルト＝ヴァルシュテッデ）
  - カトリック基礎課程学校リンケローデ
- 本課程学校
  - クリスト＝ケーニヒ＝シューレ
- 実科学校
  - ドレンシュタインフルト市立実科学校
- ゼクンダーシューレ（中等学校）
  - ティームシューレ・ドレンシュタインフルト

## 文化と見所

### スポーツ

#### スポーツ施設
1987年に完成したドレインガウ＝ハレ（体育館）、エルルバート（プール）、エルルフェルトの運動場がスポーツ全般に使用されるドレンシュタインフルトの3大スポーツ施設である。カルディナール＝フォン＝ガーレン=シューレやクリスト＝ケーニヒ＝シューレの体育館もある。

#### スポーツ全般
DJK オリンピア・ドレンシュタインフルト・フォン 1995 は、会員数約 1500人の、この街最大のスポーツクラブである。重点は、バドミントン、バレーボール、器械体操、徒手体操、ダンス、エアロビクス、ハンドボールを含む一般的スポーツである。また、リュッケンシューレ（背部痛緩和の体操）、脊柱体操、ベヴェーグングスシューレ、シニアフィットネスなど健康スポーツにも力を入れている。

#### 馬術競技
ドレンシュタインフルト騎馬クラブは1924年に創設された。馬場はメルシュのホーフ・ナトラートにある。

#### ハンドボール
DJK ドレンシュタインフルトのハンドボール選手は、TuS アッシェベルクとともに、HSG アッシェベルク/ドレンシュタインフルトという名称でハンドボールの合同チームを作っている。2005年/2006年シーズンに優勝してランデスリーガに昇格し、クラブ史上最大の成果を残した。

#### サッカー
サッカーでは、SV ドレンシュタインフルトがベツィルクスリーガに参加している。このクラブは、BV ドレンシュタインフルト 1910 とSV ヴェルゼクラブ 1970 とが1989年に合併して成立した。
また、リンクローデ地区には SV リンケローデ・フォン 1912 がある。男子第1チームはベツィルクスリーガでプレイしている。

#### テニス
テニス＝クラブ・ドレンシュタインフルト・フォン 1972 は、エルルフェルトの大きなスポーツ施設の隣に2面の屋内テニスコートと、8面の屋外コートを有している。

#### チェス
シャッハフロインデ・ドレンシュタインフルト e.V. は2004年11月26日にドレンシュタインフルトで創設された。このクラブは、チェス競技の普及と振興を目的としている。特に若者がチェス競技で勝利することに力を注いでいる。このクラブからは、3つのチームがミュンスターラント連盟のチェス大会に参加している。第1チームは2011年/2012年シーズンに初めてベツィルクスリーガで戦った。

#### 釣り
ドレンシュタインフルトには、ドイツ釣り協会が組織した釣りクラブが2団体あり、特に若年層の活動に傾注している。ドレンシュタインフルトのヴェルゼタール釣りクラブ 80 e.V. と、リンケローデの ASC-リンケローデ e.V. がそれである。

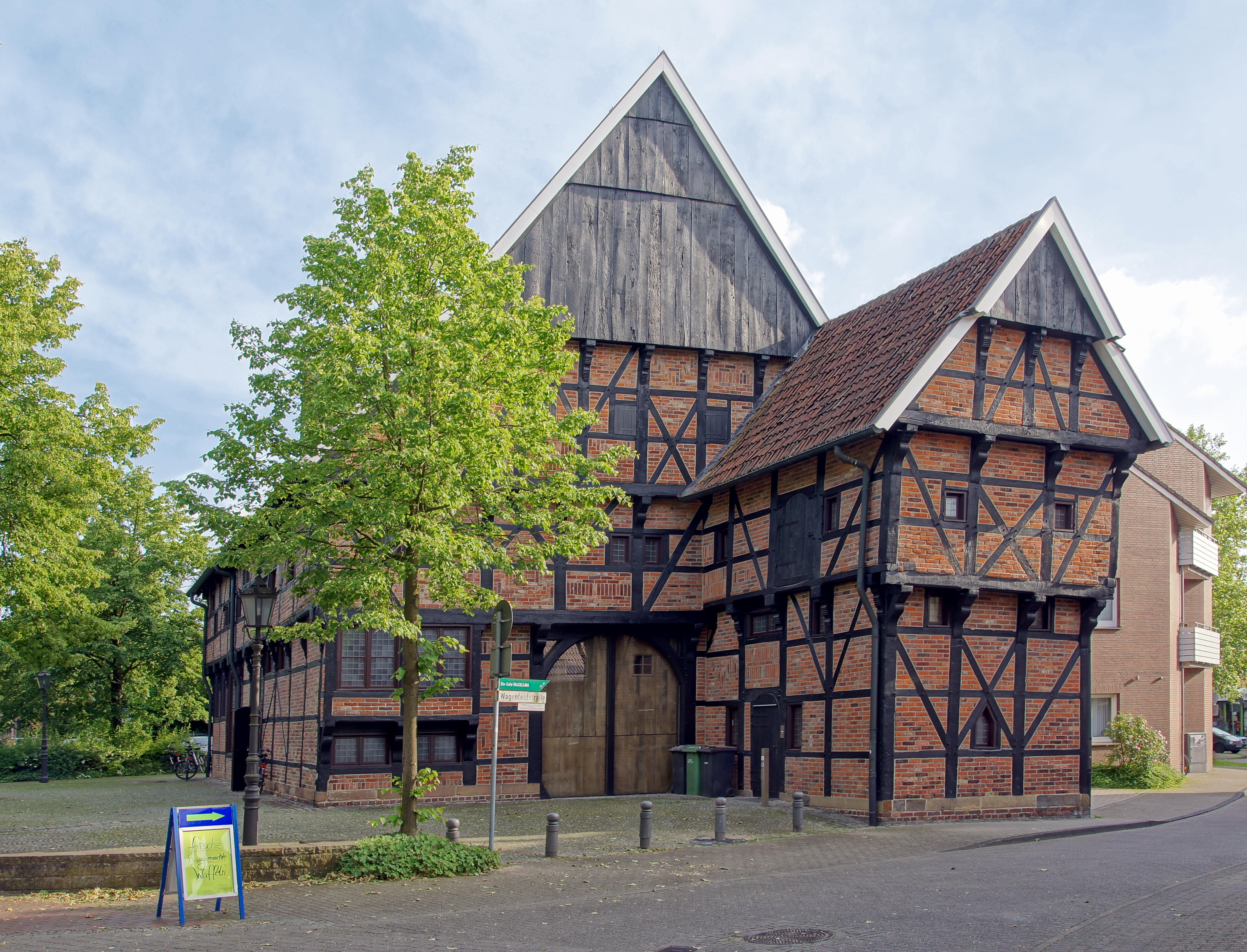
旧宿駅

### 見所
本市は田園風のキャラクターを一部遺している。街の中心に位置する古典主義様式の教区教会聖レギーナ教会のほかに、ヨハン・マティアス・フォン・レック男爵が三翼式建造物として造営したヴェルゼ川沿いのシュタインフルト館、リンケローデ地区に建つボルク館およびビスピング館、市の中心部にあり1647年建造の宿駅に入居している市庁舎および市長執務室がある。メルシュ地区のフェンネ館も見応えがある。さらに、1872年建造のドレンシュタインフルトの旧シナゴーグは、ヴェストファーレン地方では数少ないオリジナルに忠実に保存されているユダヤ教シナゴーグの1つである。

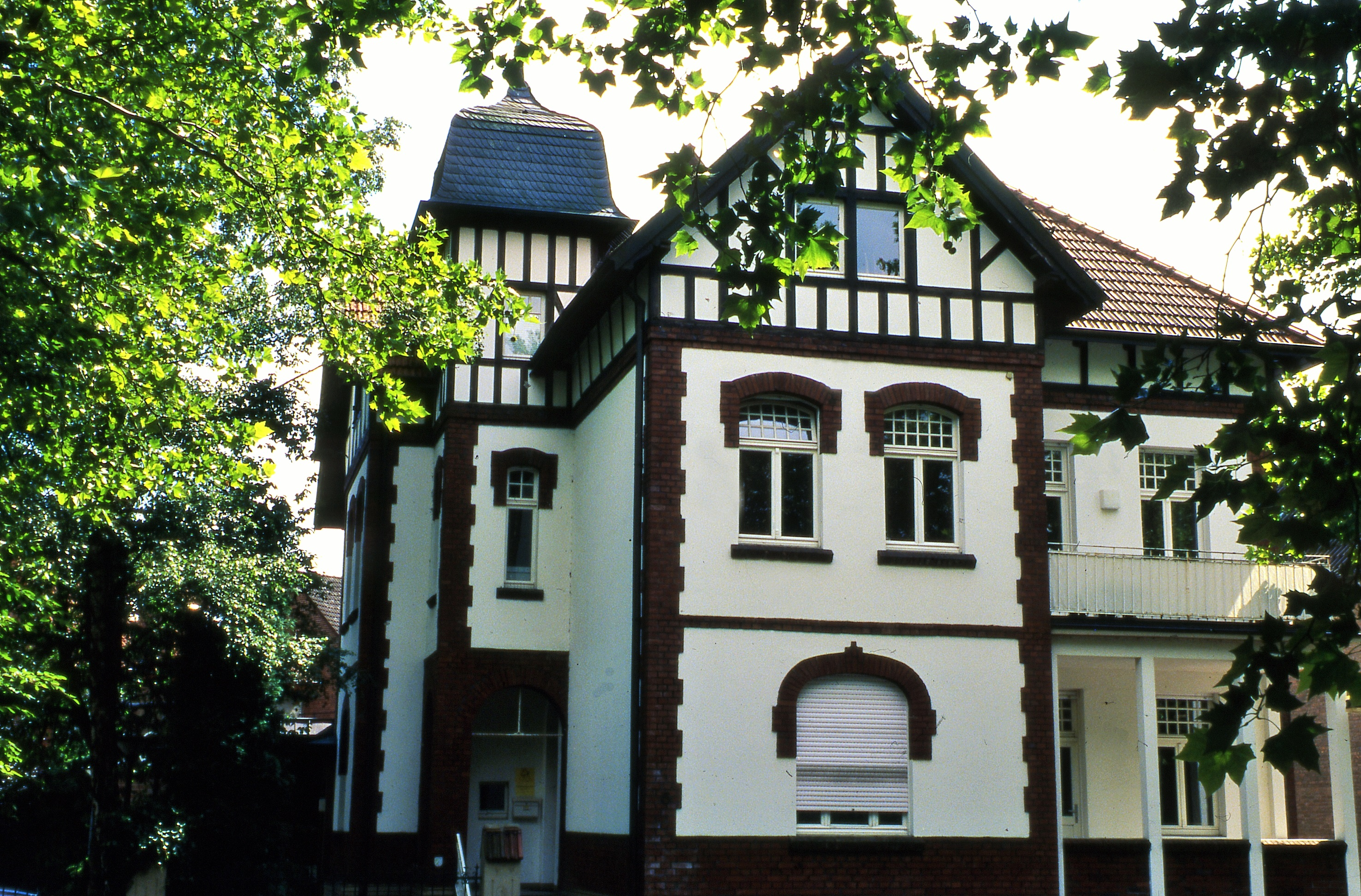
ヴィラ・シュミット

フランツ・アントン・フォン・ランツベルク男爵にちなんで命名されたランツベルク広場沿い、市庁舎やストロンチアン石採掘時代のヴィラ・シュミットの近くに、1938年に建立されたドレンシュタインフルト市の戦争記念碑がある。
保護文化財に指定されているロレート礼拝堂も見応えがある。
第二次世界大戦中の破壊や、1968年以後行われた市中心部の再開発にもかかわらず、いくつかの古い住居が遺されている。
- キルヒプラッツ 9番地、おそらく1550年以前に建造、1982年改築
- キルヒプラッツ 12番地、18世紀前半に建設された半切妻屋根を戴く木組み建築
- マルクト 3番地（旧司祭館）、1912年から1913年に建設された中央部の張り出し部を有するレンガ造りのネオバロック建築（ドイツ語版、英語版）
- マルクト 8番地、構造部は16世紀に建設され、何度も改築がなされた3階建ての切妻の建物で、タウ型の持ち送りを有する。張り出し部は1800年頃に増築された。内部には彩色された木造平天井が遺されている。
- ミューレン通り 7番地、半切妻屋根の3階建て木組み建築。おそらく16世紀後半に建設され、1651年に改築された。背面 1/3 は第二次世界大戦で破壊された後、1958年にコンクリートで新たに建て直された。
- ジュートヴァル沿いに 19世紀の木組み建築が2軒遺されている。これらはかつての街の防衛施設のルート上にあたる。

- 聖レギーナ教会
- シナゴーグ
- 戦争記念碑
- ロレート礼拝堂

## 人物

### 出身者
- クリストフ・ベルンハルト・フォン・ガーレン（ドイツ語版、英語版）（1606年 - 1678年）ミュンスター司教領主

### ゆかりの人物
- ヨハネス・ブロックマン（1874年 - 1971年）政治家。長年中央党の党首を務めた。リンケローデで暮らし、亡くなった。